# Arhitektura u 1744.
◄◄ | ◄ | 1741. | 1742. | 1743. | 1744.  | 1745. | 1746. | 1747. | ► | ►►
Arhitektura • Astronomija • Biologija • Glazba • Kazalište • Kemija • Kiparstvo • Knjige • Književnost • Kršćanstvo • Medicina • Politika • Pravo • Promet • Slikarstvo • Znanost
Arhitektura u 1744.

## Svijet

### Smrti
- Maximilian Eugen Gosseau d'Henef, austrijski arhitekt (* 1678.)

## Vanjske poveznice
|  | Zajednički poslužitelj ima još gradiva o temi Arhitektura u 1740-im |